# Aegomorphus planiusculus
Aegomorphus planiusculus là một loài bọ cánh cứng trong họ Cerambycidae.